# Sitra Ahra
Sitra Ahra – czternasty album studyjny szwedzkiej grupy muzycznej Therion. Wydawnictwo ukazało się 17 września 2010 roku nakładem wytwórni muzycznej Nuclear Blast. Okładkę albumu wykonał Thomas Ewerhard, który współpracował z takimi zespołami jak: Hammerfall, Edguy i Avantasia.

## Lista utworów
Opracowano na podstawie materiału źródłowego.
1. "Introduction/Sitra Ahra" - 5:24
2. "Kings of Edom" - 8:51
3. "Unguentum Sabbati" - 5:09
4. "Land of Canaan" - 10:32
5. "Hellequin" - 5:18
6. "2012: Return of the Feathered Serpent" - 4:16
7. "Cú Chulainn" - 4:16
8. "Kali Yuga Part 3: Autumn of the Aeons" - 3:41
9. "The Shells Are Open" - 3:44
10. "Din" - 2:37
11. "Children of the Stone: After the Inquisition" - 7:22

## Twórcy
Opracowano na podstawie materiału źródłowego.
| - Thomas Vikström - wokal prowadzący - Christofer Johnsson - gitara, instrumenty klawiszowe - Christian Vidal - gitara - Nalle "Grizzly" Påhlsson - gitara basowa - Johan Koleberg - perkusja - Thomas Karlsson - słowa | - Snowy Shaw - wokal - Lori Lewis - wokal - Linnéa Vikström - wokal (utwory 1, 2, 5) - Marcus Jupither - wokal (utwór 5) - Petter Karlsson - wokal (utwór 6) - Mika "Belphagor" Hakola - wokal (utwór 10) |

## Pozycje na listach
| Lista                | Kraj     | Pozycja |
| -------------------- | -------- | ------- |
| Ö3 Austria Top 40    | Austria  | 75      |
| Ultratop 50          | Belgia   | 56      |
| SNEP                 | Francja  | 51      |
| MegaCharts           | Holandia | 95      |
| AMPROFON             | Meksyk   | 97      |
| Media Control Charts | Niemcy   | 73      |
| Mahasz               | Węgry    | 5       |
| ZPAV Top 100         | Polska   | 97      |